# Pittsburgh Ironmen
I Pittsburgh Ironmen furono una squadra di pallacanestro statunitense che prese parte al campionato Basketball Association of America 1946-1947 (poi divenuta NBA)
La squadra aveva sede a Pittsburgh in Pennsylvania, e giocava al Duquesne Gardens. Gli Ironmen conclusero la loro prima e unica stagione con una serie di 15 vittorie e 45 sconfitte, finendo al quinto e ultimo posto della Western Conference con la serie peggiore della lega.